# Trattato di Marrakech
Il trattato di Marrakech, ufficialmente «Trattato di Marrakech per facilitare l'accesso ai testi pubblicati alle persone cieche, con incapacità visive o altre difficoltà ad accedere al testo stampato», è un trattato internazionale sottoscritto su impulso Organizzazione mondiale per la proprietà intellettuale (OMPI), a Marrakech, Marocco, il 28 giugno 2013, che ha introdotto il principio che il diritto d'autore trova una vistosa deroga di fronte alla necessità di permettere ai non vedenti o ipovedenti di accedere su un piano di parità al sapere. ll documento contiene eccezioni alla proprietà intellettuale per i testi destinati a persone con disabilità visiva (in audio, Braille, con caratteri ingranditi o in versione elettronica); resta fermo che tale beneficio si applica solo a favore dei disabili, mentre nei confronti degli altri soggetti trova piena applicazione la tutela del diritto d'autore. Il trattato, inoltre, sancisce che tali libri possano essere scambiati, a livello transnazionale, fra organizzazione e organizzazione.
La firma è stata salutata con entusiasmo dalla European Blind Union, l'organizzazione che rappresenta i non vedenti europei: infatti, essa stima in 285 milioni gli ipovedenti in tutto il mondo e afferma che solo il 5% dei libri che vengono pubblicati è oggi disponibile in versione accessibile.

## Paesi firmatari

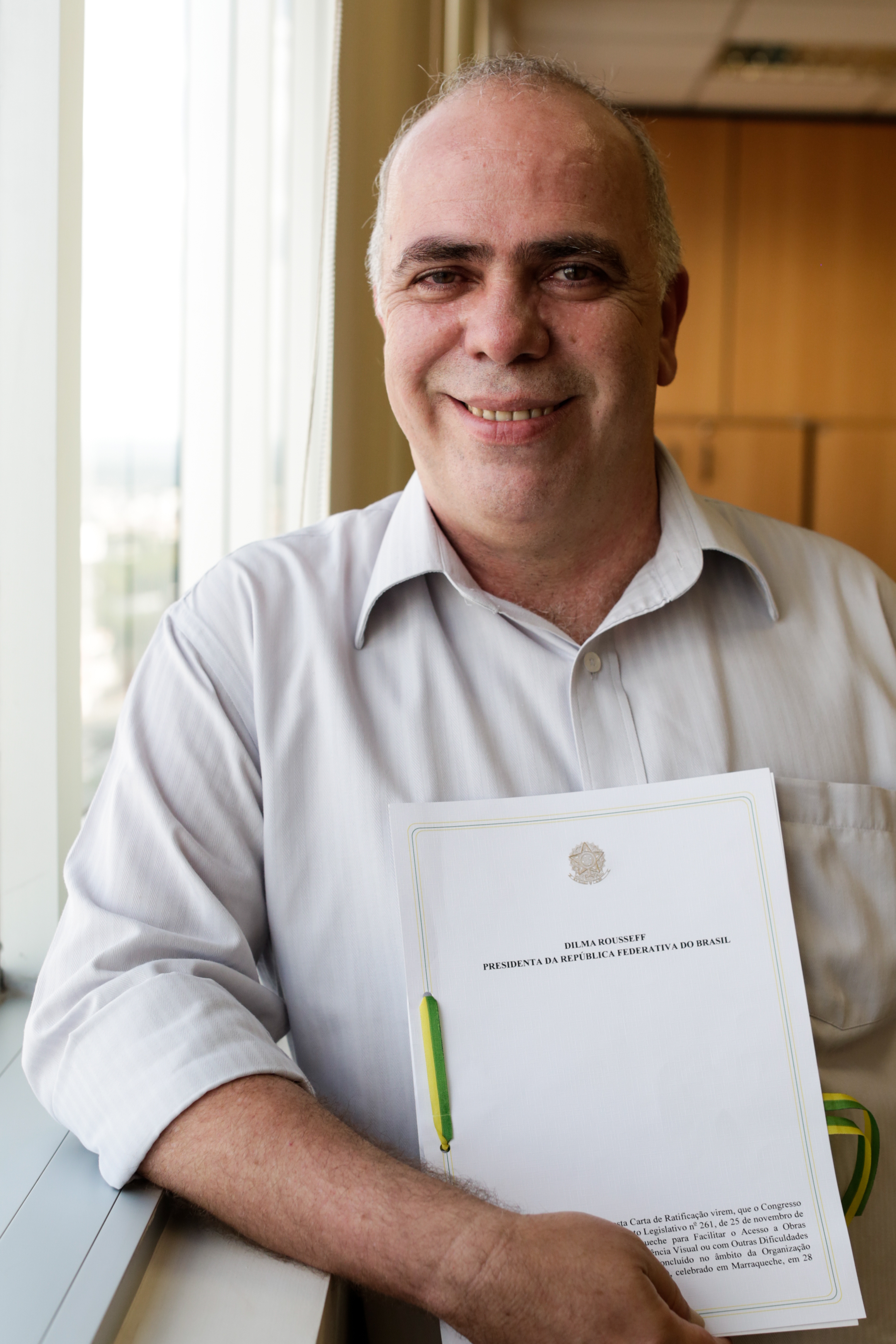
Il Brasile firma il trattato di Marrakech

Un totale di 51 paesi ha sottoscritto il trattato nella conferenza diplomatica di Marrakech. Per entrare in vigore era prevista la ratifica del trattato da parte di almeno 20 paesi, quota raggiunta nel giugno 2016 contro i 13 del dicembre 2015
Al 30 giugno 2016 i paesi che hanno ratificato il trattato sono: India, El Salvador, Emirati Arabi Uniti, Mali, Uruguay, Paraguay, Singapore, Argentina, Messico, Mongolia, Repubblica di Corea, Australia, Brasile, Perù, Repubblica democratica popolare di Corea, Israele, Cile, Ecuador, Guatemala e Canada. 
Al 23 aprile 2018 gli stati che hanno ratificato il trattato sono saliti a 36.

## Unione europea
L'Unione europea ha sottoscritto il trattato e sotto la presidenza greca ha spinto i paesi a ratificarlo, ma in concreto all'interno dell'Unione sono sorte delle remore ad una conclusione rapida dell'iter procedurale, che si cerca di superare attraverso la strada della ratifica da parte dell'Unione per tutti i 28 paesi membri
Sono sorte divergenze tra Unione europea ed alcuni dei suoi paesi membri sulla competenza in materia. L'Unione propende per una sua competenza esclusiva; Repubblica Ceca, Finlandia, Francia, Germania, Romania, Slovacchia e Slovenia per una competenza concorrente.
Il 3 marzo 2015 è stata presentata una interrogazione al Parlamento europeo: che a fronte delle indiscrezioni «secondo cui Italia, Germania e Regno Unito, insieme ad altri Paesi, starebbero bloccando il trattato di Marrakesh, "si impegna a collaborare attivamente con gli attori interessati per trovare una soluzione pragmatica ai fini dell'adesione al trattato di Marrakech"».
e a fine maggio al Senato Italiano per sapere quali difficoltà frenino l'iter della concreta applicabilità del trattato.
Nel gennaio 2016 è stata presentata una proposta di risoluzione per sottolineare che un gruppo di sette stati stava rallentando l'iter dell'adesione. L'Italia era uno degli stati membri che rallentava la procedura.
L'Unione europea ha ratificato il trattato per tutti i 28 membri il 1º ottobre 2018 dopo l'approvazione a settembre 2017 del regolamento 2017/1563 e della direttiva 2017/1564, che prevede la trasposizione entro l'11 ottobre 2018.
L'ARL mantiene un elenco di implementazioni nazionali della direttiva.
La legge 633/1941 è stata emendata all'art. 71-bis.
Dopo cinque anni dalla ratifica l'unione Europea ha aperto una consultazione sull'attuazione.

## USA
Il 28 giugno 2018, il Senato degli Stati Uniti ha approvato la legge di attuazione; la Camera ha approvato con un consenso unanime il 25 settembre 2018. Il disegno di legge e il trattato sono stati firmati in legge dal Presidente il 9 ottobre 2018